# (23549) Épiclès
(23549) Épiclès, désignation internationale (23549) Epicles, est un astéroïde troyen jovien.

## Description
(23549) Épiclès est un astéroïde troyen jovien, camp troyen, c'est-à-dire situé au point de Lagrange L5 du système Soleil-Jupiter. Il présente une orbite caractérisée par un demi-grand axe de 5,260 UA, une excentricité de 0,044 et une inclinaison de 9,0° par rapport à l'écliptique.
Il est nommé en référence au personnage de la mythologie grecque Épiclès, acteur du conflit légendaire de la guerre de Troie.

## Compléments